# Listă de localități din cantonul Vaud
Cantonul Vaud în anul 2009 cuprinde 375 de comune.

## A
| Stema          | Numele comunei | Locuitori 31 decembrie 2008 | Suprafața in km² | Locuitori/ km² | District (până la 31.12. 2007) | District (de la 01.01.2008) |
| -------------- | -------------- | --------------------------- | ---------------- | -------------- | ------------------------------ | --------------------------- |
| Aclens         | Aclens         | 454                         | 3.90             | 116            | Morges                         | Morges                      |
| Agiez          | Agiez          | 256                         | 5.47             | 47             | Orbe                           | Jura-Nord vaudois           |
| Aigle          | Aigle          | 8507                        | 16.41            | 518            | Aigle                          | Aigle                       |
| Allaman        | Allaman        | 395                         | 2.60             | 152            | Rolle                          | Morges                      |
| Apples         | Apples         | 1221                        | 12.93            | 94             | Aubonne                        | Morges                      |
| Arnex-sur-Nyon | Arnex-sur-Nyon | 124                         | 2.04             | 61             | Nyon                           | Nyon                        |
| Arnex-sur-Orbe | Arnex-sur-Orbe | 577                         | 7.61             | 76             | Orbe                           | Jura-Nord vaudois           |
| Arzier         | Arzier         | 2180                        | 51.91            | 42             | Nyon                           | Nyon                        |
|                | Assens         | 970                         | 5.35             | 181            | Echallens                      | Gros-de-Vaud                |
| Aubonne        | Aubonne        | 2750                        | 6.87             | 400            | Aubonne                        | Morges                      |
| Avenches       | Avenches       | 2993                        | 17.56            | 170            | Avenches                       | Broye-Vully                 |

## B
| Stema                  | Numele comunei         | Locuitori 31 decembrie 2008 | Suprafața in km² | Locuitori/ km² | District (până la 31.12. 2007) | District (de la 01.01.2008) |
| ---------------------- | ---------------------- | --------------------------- | ---------------- | -------------- | ------------------------------ | --------------------------- |
| Ballaigues             | Ballaigues             | 907                         | 9.03             | 100            | Orbe                           | Jura-Nord vaudois           |
| Ballens                | Ballens                | 432                         | 8.48             | 51             | Aubonne                        | Morges                      |
| Bassins                | Bassins                | 1122                        | 20.79            | 54             | Nyon                           | Nyon                        |
| Baulmes                | Baulmes                | 986                         | 22.53            | 44             | Orbe                           | Jura-Nord vaudois           |
| Bavois                 | Bavois                 | 729                         | 9.34             | 78             | Orbe                           | Jura-Nord vaudois           |
| Begnins                | Begnins                | 1608                        | 4.78             | 336            | Nyon                           | Nyon                        |
| Bellerive              | Bellerive              | 607                         | 2.26             | 269            | Avenches                       | Broye-Vully                 |
| Belmont-sur-Lausanne   | Belmont-sur-Lausanne   | 3232                        | 2.65             | 1220           | Lausanne                       | Lavaux-Oron                 |
| Belmont-sur-Yverdon    | Belmont-sur-Yverdon    | 276                         | 6.47             | 43             | Yverdon                        | Jura-Nord vaudois           |
| Bercher                | Bercher                | 1095                        | 4.25             | 258            | Echallens                      | Gros-de-Vaud                |
| Berolle                | Berolle                | 269                         | 9.60             | 28             | Aubonne                        | Morges                      |
| Bettens                | Bettens                | 328                         | 3.75             | 87             | Cossonay                       | Gros-de-Vaud                |
| Bex                    | Bex                    | 6207                        | 96.56            | 64             | Aigle                          | Aigle                       |
| Bière                  | Bière                  | 1400                        | 25.01            | 56             | Aubonne                        | Morges                      |
| Bioley-Magnoux         | Bioley-Magnoux         | 159                         | 4.27             | 37             | Yverdon                        | Jura-Nord vaudois           |
| Bioley-Orjulaz         | Bioley-Orjulaz         | 329                         | 3.11             | 106            | Echallens                      | Gros-de-Vaud                |
| Blonay                 | Blonay                 | 5553                        | 16.09            | 345            | Vevey                          | Riviera-Pays-d'Enhaut       |
| Bofflens               | Bofflens               | 172                         | 4.22             | 41             | Orbe                           | Jura-Nord vaudois           |
| Bogis-Bossey           | Bogis-Bossey           | 937                         | 2.45             | 382            | Nyon                           | Nyon                        |
| Bonvillars             | Bonvillars             | 434                         | 7.54             | 58             | Grandson                       | Jura-Nord vaudois           |
| Borex                  | Borex                  | 904                         | 1.98             | 457            | Nyon                           | Nyon                        |
| Bottens                | Bottens                | 1036                        | 6.89             | 150            | Echallens                      | Gros-de-Vaud                |
| Bougy-Villars          | Bougy-Villars          | 451                         | 1.77             | 255            | Aubonne                        | Morges                      |
| Boulens                | Boulens                | 285                         | 3.44             | 83             | Moudon                         | Gros-de-Vaud                |
| Bournens               | Bournens               | 279                         | 3.90             | 72             | Cossonay                       | Gros-de-Vaud                |
| Boussens               | Boussens               | 793                         | 3.15             | 252            | Cossonay                       | Gros-de-Vaud                |
| Bremblens              | Bremblens              | 431                         | 2.90             | 149            | Morges                         | Morges                      |
| Brenles                | Brenles                | 166                         | 3.83             | 43             | Moudon                         | Broye-Vully                 |
| Bretigny-sur-Morrens   | Bretigny-sur-Morrens   | 717                         | 2.86             | 251            | Echallens                      | Gros-de-Vaud                |
| Bretonnières           | Bretonnières           | 203                         | 5.45             | 37             | Orbe                           | Jura-Nord vaudois           |
| Buchillon              | Buchillon              | 576                         | 2.13             | 270            | Morges                         | Morges                      |
| Bullet                 | Bullet                 | 577                         | 16.83            | 34             | Grandson                       | Jura-Nord vaudois           |
| Bursinel               | Bursinel               | 484                         | 1.77             | 273            | Rolle                          | Nyon                        |
| Bursins                | Bursins                | 721                         | 3.37             | 214            | Rolle                          | Nyon                        |
| Burtigny               | Burtigny               | 335                         | 5.68             | 59             | Rolle                          | Nyon                        |
| Bussigny-près-Lausanne | Bussigny-près-Lausanne | 7920                        | 4.82             | 1643           | Morges                         | Ouest lausannois            |
| Bussigny-sur-Oron      | Bussigny-sur-Oron      | 74                          | 1.16             | 64             | Oron                           | Lavaux-Oron                 |
| Bussy-Chardonney       | Bussy-Chardonney       | 367                         | 3.05             | 120            | Morges                         | Morges                      |
| Bussy-sur-Moudon       | Bussy-sur-Moudon       | 188                         | 3.09             | 61             | Moudon                         | Broye-Vully                 |

## C
| Stema                   | Numele comunei          | Locuitori 31 decembrie 2008 | Suprafața in km² | Locuitori/ km² | District (până la 31.12. 2007) | District (de la 01.01.2008) |
| ----------------------- | ----------------------- | --------------------------- | ---------------- | -------------- | ------------------------------ | --------------------------- |
| Carrouge                | Carrouge                | 923                         | 5.42             | 170            | Oron                           | Broye-Vully                 |
| Cerniaz                 | Cerniaz                 | 46                          | 1.80             | 26             | Payerne                        | Broye-Vully                 |
| Chabrey                 | Chabrey                 | 261                         | 3.96             | 66             | Avenches                       | Broye-Vully                 |
| Chamblon                | Chamblon                | 574                         | 2.86             | 201            | Yverdon                        | Jura-Nord vaudois           |
| Champagne               | Champagne               | 743                         | 3.92             | 190            | Grandson                       | Jura-Nord vaudois           |
| Champtauroz             | Champtauroz             | 120                         | 3.05             | 39             | Payerne                        | Broye-Vully                 |
| Champvent               | Champvent               | 355                         | 6.92             | 51             | Yverdon                        | Jura-Nord vaudois           |
| Chanéaz                 | Chanéaz                 | 105                         | 1.39             | 76             | Yverdon                        | Jura-Nord vaudois           |
| Chapelle-sur-Moudon     | Chapelle-sur-Moudon     | 390                         | 4.63             | 84             | Moudon                         | Gros-de-Vaud                |
| Chardonne               | Chardonne               | 2810                        | 10.32            | 272            | Vevey                          | Riviera-Pays-d'Enhaut       |
| Château-d'Œx            | Château-d’Œx            | 3168                        | 113.71           | 28             | Pays-d'Enhaut                  | Riviera-Pays-d'Enhaut       |
| Châtillens              | Châtillens              | 477                         | 2.11             | 226            | Oron                           | Lavaux-Oron                 |
| Chavannes-de-Bogis      | Chavannes-de-Bogis      | 1036                        | 2.85             | 364            | Nyon                           | Nyon                        |
| Chavannes-des-Bois      | Chavannes-des-Bois      | 458                         | 2.14             | 214            | Nyon                           | Nyon                        |
| Chavannes-le-Chêne      | Chavannes-le-Chêne      | 264                         | 3.98             | 66             | Yverdon                        | Jura-Nord vaudois           |
| Chavannes-le-Veyron     | Chavannes-le-Veyron     | 123                         | 2.63             | 47             | Cossonay                       | Morges                      |
| Chavannes-près-Renens   | Chavannes-près-Renens   | 6508                        | 1.65             | 3944           | Morges                         | Ouest lausannois            |
| Chavannes-sur-Moudon    | Chavannes-sur-Moudon    | 209                         | 5.14             | 41             | Moudon                         | Broye-Vully                 |
| Chavornay               | Chavornay               | 3387                        | 11.05            | 307            | Orbe                           | Jura-Nord vaudois           |
| Chêne-Pâquier           | Chêne-Pâquier           | 109                         | 2.12             | 51             | Yverdon                        | Jura-Nord vaudois           |
| Chesalles-sur-Moudon    | Chesalles-sur-Moudon    | 157                         | 1.67             | 94             | Moudon                         | Broye-Vully                 |
| Chesalles-sur-Oron      | Chesalles-sur-Oron      | 165                         | 2.00             | 83             | Oron                           | Lavaux-Oron                 |
| Cheseaux-sur-Lausanne   | Cheseaux-sur-Lausanne   | 3670                        | 4.59             | 800            | Lausanne                       | Lausanne                    |
| Cheseaux-Noréaz         | Cheseaux-Noréaz         | 489                         | 6.03             | 81             | Yverdon                        | Jura-Nord vaudois           |
| Chéserex                | Chéserex                | 1222                        | 10.56            | 116            | Nyon                           | Nyon                        |
| Chessel                 | Chessel                 | 343                         | 3.57             | 96             | Aigle                          | Aigle                       |
| Chevilly                | Chevilly                | 238                         | 3.87             | 61             | Cossonay                       | Morges                      |
| Chevroux                | Chevroux                | 397                         | 4.37             | 91             | Payerne                        | Broye-Vully                 |
| Chexbres                | Chexbres                | 2073                        | 2.14             | 969            | Lavaux                         | Lavaux-Oron                 |
| Chigny                  | Chigny                  | 290                         | 0.90             | 322            | Morges                         | Morges                      |
| Clarmont                | Clarmont                | 139                         | 1.00             | 139            | Morges                         | Morges                      |
| Coinsins                | Coinsins                | 396                         | 2.91             | 136            | Nyon                           | Nyon                        |
| Colombier               | Colombier               | 481                         | 5.27             | 91             | Morges                         | Morges                      |
| Combremont-le-Grand     | Combremont-le-Grand     | 289                         | 6.60             | 44             | Payerne                        | Broye-Vully                 |
| Combremont-le-Petit     | Combremont-le-Petit     | 377                         | 5.73             | 66             | Payerne                        | Broye-Vully                 |
| Commugny                | Commugny                | 2715                        | 6.51             | 417            | Nyon                           | Nyon                        |
| Concise                 | Concise                 | 747                         | 11.40            | 66             | Grandson                       | Jura-Nord vaudois           |
| Constantine             | Constantine             | 270                         | 2.81             | 96             | Avenches                       | Broye-Vully                 |
| Coppet                  | Coppet                  | 2962                        | 1.87             | 1584           | Nyon                           | Nyon                        |
| Corbeyrier              | Corbeyrier              | 376                         | 21.99            | 17             | Aigle                          | Aigle                       |
| Corcelles-le-Jorat      | Corcelles-le-Jorat      | 409                         | 7.93             | 52             | Oron                           | Broye-Vully                 |
| Corcelles-près-Concise  | Corcelles-près-Concise  | 286                         | 4.09             | 70             | Grandson                       | Jura-Nord vaudois           |
| Corcelles-près-Payerne  | Corcelles-près-Payerne  | 1875                        | 12.13            | 155            | Payerne                        | Broye-Vully                 |
| Corcelles-sur-Chavornay | Corcelles-sur-Chavornay | 322                         | 5.48             | 59             | Orbe                           | Jura-Nord vaudois           |
| Correvon                | Correvon                | 98                          | 2.24             | 44             | Moudon                         | Gros-de-Vaud                |
| Corseaux                | Corseaux                | 2071                        | 1.06             | 1954           | Vevey                          | Riviera-Pays-d'Enhaut       |
|                         | Corsier-sur-Vevey       | 3198                        | 6.75             | 474            | Vevey                          | Riviera-Pays-d'Enhaut       |
| Cossonay                | Cossonay                | 3317                        | 8.29             | 400            | Cossonay                       | Morges                      |
| Cottens                 | Cottens                 | 403                         | 2.36             | 171            | Cossonay                       | Morges                      |
| Crans-près-Céligny      | Crans-près-Céligny      | 2045                        | 4.32             | 473            | Nyon                           | Nyon                        |
| Crassier                | Crassier                | 1095                        | 2.03             | 539            | Nyon                           | Nyon                        |
| Cremin                  | Cremin                  | 53                          | 1.65             | 32             | Moudon                         | Broye-Vully                 |
| Crissier                | Crissier                | 6961                        | 5.51             | 1263           | Lausanne                       | Ouest lausannois            |
| Cronay                  | Cronay                  | 310                         | 6.59             | 47             | Yverdon                        | Jura-Nord vaudois           |
| Croy                    | Croy                    | 307                         | 4.48             | 69             | Orbe                           | Jura-Nord vaudois           |
| Cuarnens                | Cuarnens                | 379                         | 7.14             | 53             | Cossonay                       | Morges                      |
| Cuarny                  | Cuarny                  | 166                         | 4.57             | 36             | Yverdon                        | Jura-Nord vaudois           |
| Cudrefin                | Cudrefin                | 1090                        | 15.82            | 69             | Avenches                       | Broye-Vully                 |
| Cugy                    | Cugy                    | 2208                        | 2.90             | 761            | Echallens                      | Gros-de-Vaud                |
| Cully                   | Cully                   | 1766                        | 2.38             | 742            | Lavaux                         | Lavaux-Oron                 |
| Curtilles               | Curtilles               | 308                         | 4.95             | 62             | Moudon                         | Broye-Vully                 |

## D
| Stema     | Numele comunei | Locuitori 31 decembrie 2008 | Suprafața in km² | Locuitori/ km² | District (până la 31.12. 2007) | District (de la 01.01.2008) |
| --------- | -------------- | --------------------------- | ---------------- | -------------- | ------------------------------ | --------------------------- |
| Daillens  | Daillens       | 814                         | 5.52             | 147            | Cossonay                       | Gros-de-Vaud                |
| Démoret   | Démoret        | 127                         | 4.27             | 30             | Yverdon                        | Jura-Nord vaudois           |
| Denens    | Denens         | 679                         | 3.29             | 206            | Morges                         | Morges                      |
| Denezy    | Denezy         | 141                         | 3.79             | 37             | Moudon                         | Gros-de-Vaud                |
| Denges    | Denges         | 1548                        | 1.66             | 933            | Morges                         | Morges                      |
| Dizy      | Dizy           | 221                         | 3.04             | 73             | Cossonay                       | Morges                      |
| Dommartin | Dommartin      | 252                         | 2.94             | 86             | Echallens                      | Gros-de-Vaud                |
| Dompierre | Dompierre      | 239                         | 3.21             | 74             | Moudon                         | Broye-Vully                 |
| Donneloye | Donneloye      | 583                         | 6.62             | 88             | Yverdon                        | Jura-Nord vaudois           |
| Duillier  | Duillier       | 1055                        | 4.11             | 257            | Nyon                           | Nyon                        |
| Dully     | Dully          | 552                         | 1.66             | 333            | Rolle                          | Nyon                        |

## E
| Stema                  | Numele comunei         | Locuitori 31 decembrie 2008 | Suprafața in km² | Locuitori/ km² | District (până la 31.12. 2007) | District (de la 01.01.2008) |
| ---------------------- | ---------------------- | --------------------------- | ---------------- | -------------- | ------------------------------ | --------------------------- |
| Echallens              | Echallens              | 5076                        | 6.66             | 762            | Echallens                      | Gros-de-Vaud                |
| Echandens              | Echandens              | 2068                        | 3.88             | 533            | Morges                         | Morges                      |
| Echichens              | Echichens              | 1030                        | 2.58             | 399            | Morges                         | Morges                      |
| Eclagnens              | Eclagnens              | 100                         | 2.14             | 47             | Echallens                      | Gros-de-Vaud                |
| Eclépens               | Eclépens               | 974                         | 5.81             | 168            | Cossonay                       | Morges                      |
| Ecoteaux               | Ecoteaux               | 336                         | 3.56             | 94             | Oron                           | Lavaux-Oron                 |
| Ecublens               | Ecublens               | 10'747                      | 5.71             | 1882           | Morges                         | Ouest lausannois            |
| Epalinges              | Epalinges              | 8164                        | 4.57             | 1786           | Lausanne                       | Lausanne                    |
| Ependes                | Ependes                | 324                         | 4.83             | 67             | Yverdon                        | Jura-Nord vaudois           |
| Epesses                | Epesses                | 335                         | 1.59             | 211            | Lavaux                         | Lavaux-Oron                 |
| Essertes               | Essertes               | 275                         | 1.65             | 167            | Oron                           | Lavaux-Oron                 |
| Essertines-sur-Rolle   | Essertines-sur-Rolle   | 647                         | 6.95             | 93             | Rolle                          | Nyon                        |
| Essertines-sur-Yverdon | Essertines-sur-Yverdon | 848                         | 9.75             | 87             | Echallens                      | Gros-de-Vaud                |
| Essert-Pittet          | Essert-Pittet          | 118                         | 2.76             | 43             | Yverdon                        | Jura-Nord vaudois           |
| Essert-sous-Champvent  | Essert-sous-Champvent  | 138                         | 1.21             | 114            | Yverdon                        | Jura-Nord vaudois           |
| Etagnières             | Etagnières             | 899                         | 3.79             | 237            | Echallens                      | Gros-de-Vaud                |
| Etoy                   | Etoy                   | 2644                        | 4.91             | 538            | Morges                         | Morges                      |
| Eysins                 | Eysins                 | 1020                        | 2.38             | 429            | Nyon                           | Nyon                        |

## F
| Stema                  | Numele comunei         | Locuitori 31 decembrie 2008 | Suprafața in km² | Locuitori/ km² | District (până la 31.12. 2007) | District (de la 01.01.2008) |
| ---------------------- | ---------------------- | --------------------------- | ---------------- | -------------- | ------------------------------ | --------------------------- |
| Faoug                  | Faoug                  | 728                         | 3.45             | 211            | Avenches                       | Broye-Vully                 |
| Féchy                  | Féchy                  | 722                         | 2.70             | 267            | Aubonne                        | Morges                      |
| Ferlens                | Ferlens                | 317                         | 2.17             | 146            | Oron                           | Lavaux-Oron                 |
| Ferreyres              | Ferreyres              | 298                         | 3.15             | 95             | Cossonay                       | Morges                      |
|                        | Fey                    | 540                         | 7.35             | 73             | Echallens                      | Gros-de-Vaud                |
| Fiez                   | Fiez                   | 391                         | 6.84             | 57             | Grandson                       | Jura-Nord vaudois           |
| Fontaines-sur-Grandson | Fontaines-sur-Grandson | 135                         | 7.85             | 17             | Grandson                       | Jura-Nord vaudois           |
| Fontanezier            | Fontanezier            | 63                          | 3.74             | 17             | Grandson                       | Jura-Nord vaudois           |
| Forel (Lavaux)         | Forel (Lavaux)         | 1860                        | 18.51            | 100            | Lavaux                         | Lavaux-Oron                 |
| Forel-sur-Lucens       | Forel-sur-Lucens       | 157                         | 2.83             | 55             | Moudon                         | Broye-Vully                 |
| Founex                 | Founex                 | 3139                        | 4.79             | 655            | Nyon                           | Nyon                        |
| Froideville            | Froideville            | 1658                        | 7.08             | 234            | Echallens                      | Gros-de-Vaud                |

## G
| Stema                | Numele comunei       | Locuitori 31 decembrie 2008 | Suprafața in km² | Locuitori/ km² | District (până la 31.12. 2007) | District (de la 01.01.2008) |
| -------------------- | -------------------- | --------------------------- | ---------------- | -------------- | ------------------------------ | --------------------------- |
| Genolier             | Genolier             | 1744                        | 4.87             | 358            | Nyon                           | Nyon                        |
| Giez                 | Giez                 | 372                         | 4.77             | 78             | Grandson                       | Jura-Nord vaudois           |
| Gilly                | Gilly                | 926                         | 7.76             | 119            | Rolle                          | Nyon                        |
| Gimel                | Gimel                | 1617                        | 18.89            | 86             | Aubonne                        | Morges                      |
| Gingins              | Gingins              | 1134                        | 12.58            | 90             | Nyon                           | Nyon                        |
| Givrins              | Givrins              | 922                         | 3.97             | 232            | Nyon                           | Nyon                        |
| Gland                | Gland                | 11'324                      | 8.32             | 1361           | Nyon                           | Nyon                        |
| Gollion              | Gollion              | 611                         | 5.44             | 112            | Cossonay                       | Morges                      |
| Goumoens-la-Ville    | Goumoens-la-Ville    | 645                         | 7.27             | 89             | Echallens                      | Gros-de-Vaud                |
| Goumoens-le-Jux      | Goumoens-le-Jux      | 35                          | 1.28             | 27             | Echallens                      | Gros-de-Vaud                |
| Grancy               | Grancy               | 367                         | 5.69             | 64             | Cossonay                       | Morges                      |
| Grandcour            | Grandcour            | 762                         | 10.21            | 75             | Payerne                        | Broye-Vully                 |
| Grandevent           | Grandevent           | 196                         | 3.45             | 57             | Grandson                       | Jura-Nord vaudois           |
| Grandson             | Grandson             | 2981                        | 7.86             | 379            | Grandson                       | Jura-Nord vaudois           |
| Grandvaux            | Grandvaux            | 2008                        | 2.94             | 683            | Lavaux                         | Lavaux-Oron                 |
| Granges-près-Marnand | Granges-près-Marnand | 1198                        | 7.02             | 171            | Payerne                        | Broye-Vully                 |
| Grens                | Grens                | 348                         | 2.56             | 136            | Nyon                           | Nyon                        |
| Gressy               | Gressy               | 165                         | 2.24             | 74             | Yverdon                        | Jura-Nord vaudois           |
| Gryon                | Gryon                | 1161                        | 15.22            | 76             | Aigle                          | Aigle                       |

## H
| Stema      | Numele comunei | Locuitori 31 decembrie 2008 | Suprafața in km² | Locuitori/ km² | District (până la 31.12. 2007) | District (de la 01.01.2008) |
| ---------- | -------------- | --------------------------- | ---------------- | -------------- | ------------------------------ | --------------------------- |
| Henniez    | Henniez        | 236                         | 2.61             | 90             | Payerne                        | Broye-Vully                 |
| Hermenches | Hermenches     | 335                         | 4.77             | 70             | Moudon                         | Broye-Vully                 |

## J
| Stema           | Numele comunei  | Locuitori 31 decembrie 2008 | Suprafața in km² | Locuitori/ km² | District (până la 31.12. 2007) | District (de la 01.01.2008) |
| --------------- | --------------- | --------------------------- | ---------------- | -------------- | ------------------------------ | --------------------------- |
| Jongny          | Jongny          | 1429                        | 2.16             | 662            | Vevey                          | Riviera-Pays-d'Enhaut       |
| Jouxtens-Mézery | Jouxtens-Mézery | 1335                        | 1.93             | 692            | Lausanne                       | Lausanne                    |
| Juriens         | Juriens         | 270                         | 9.36             | 29             | Orbe                           | Jura-Nord vaudois           |

## L
| Stema                | Numele comunei       | Locuitori 31 decembrie 2008 | Suprafața in km² | Locuitori/ km² | District (până la 31.12. 2007) | District (de la 01.01.2008) |
| -------------------- | -------------------- | --------------------------- | ---------------- | -------------- | ------------------------------ | --------------------------- |
| L'Abbaye             | L’Abbaye             | 1287                        | 31.88            | 40             | La Vallée                      | Jura-Nord vaudois           |
| L'Abergement         | L'Abergement         | 252                         | 5.78             | 44             | Orbe                           | Jura-Nord vaudois           |
| La Chaux (Cossonay)  | La Chaux (Cossonay)  | 390                         | 6.75             | 58             | Cossonay                       | Morges                      |
| La Praz              | La Praz              | 152                         | 5.12             | 30             | Orbe                           | Jura-Nord vaudois           |
| La Rippe             | La Rippe             | 1061                        | 16.61            | 64             | Nyon                           | Nyon                        |
| La Sarraz            | La Sarraz            | 1859                        | 7.71             | 241            | Cossonay                       | Morges                      |
| La Tour-de-Peilz     | La Tour-de-Peilz     | 10'681                      | 3.24             | 3297           | Vevey                          | Riviera-Pays-d'Enhaut       |
| Lausanne             | Lausanne             | 122'284                     | 41.38            | 2955           | Lausanne                       | Lausanne                    |
| Lavey-Morcles        | Lavey-Morcles        | 819                         | 14.19            | 58             | Aigle                          | Aigle                       |
| Lavigny              | Lavigny              | 772                         | 4.00             | 193            | Morges                         | Morges                      |
| Le Chenit            | Le Chenit            | 4206                        | 99.25            | 42             | La Vallée                      | Jura-Nord vaudois           |
| Le Lieu              | Le Lieu              | 813                         | 32.55            | 25             | La Vallée                      | Jura-Nord vaudois           |
| Le Mont-sur-Lausanne | Le Mont-sur-Lausanne | 5347                        | 9.82             | 545            | Lausanne                       | Lausanne                    |
| Les Clées            | Les Clées            | 165                         | 7.04             | 23             | Orbe                           | Jura-Nord vaudois           |
| Les Cullayes         | Les Cullayes         | 696                         | 2.12             | 328            | Oron                           | Lavaux-Oron                 |
| Les Tavernes         | Les Tavernes         | 127                         | 2.29             | 55             | Oron                           | Lavaux-Oron                 |
| Les Thioleyres       | Les Thioleyres       | 215                         | 1.93             | 111            | Oron                           | Lavaux-Oron                 |
| Le Vaud              | Le Vaud              | 1192                        | 3.11             | 383            | Nyon                           | Nyon                        |
| Leysin               | Leysin               | 3743                        | 18.57            | 202            | Aigle                          | Aigle                       |
| Lignerolle           | Lignerolle           | 394                         | 10.66            | 37             | Orbe                           | Jura-Nord vaudois           |
| L'Isle               | L'Isle               | 992                         | 16.21            | 61             | Cossonay                       | Morges                      |
| Lonay                | Lonay                | 2366                        | 3.71             | 638            | Morges                         | Morges                      |
| Longirod             | Longirod             | 403                         | 9.44             | 43             | Aubonne                        | Nyon                        |
| Lovatens             | Lovatens             | 137                         | 3.47             | 39             | Moudon                         | Broye-Vully                 |
| Lucens               | Lucens               | 2301                        | 6.28             | 366            | Moudon                         | Broye-Vully                 |
| Luins                | Luins                | 498                         | 2.67             | 187            | Rolle                          | Nyon                        |
| Lully                | Lully                | 785                         | 2.05             | 383            | Morges                         | Morges                      |
| Lussery-Villars      | Lussery-Villars      | 335                         | 3.73             | 90             | Cossonay                       | Gros-de-Vaud                |
| Lussy-sur-Morges     | Lussy-sur-Morges     | 577                         | 2.34             | 247            | Morges                         | Morges                      |
| Lutry                | Lutry                | 9097                        | 8.45             | 1077           | Lavaux                         | Lavaux-Oron                 |

## M
| Stema                 | Numele comunei        | Locuitori 31 decembrie 2008 | Suprafața in km² | Locuitori/ km² | District (până la 31.12. 2007) | District (de la 01.01.2008) |
| --------------------- | --------------------- | --------------------------- | ---------------- | -------------- | ------------------------------ | --------------------------- |
| Maracon               | Maracon               | 430                         | 4.38             | 98             | Oron                           | Lavaux-Oron                 |
| Marchissy             | Marchissy             | 395                         | 11.98            | 33             | Aubonne                        | Nyon                        |
| Marnand               | Marnand               | 148                         | 2.26             | 65             | Payerne                        | Broye-Vully                 |
| Martherenges          | Martherenges          | 72                          | 0.83             | 87             | Moudon                         | Gros-de-Vaud                |
| Mathod                | Mathod                | 556                         | 6.59             | 84             | Yverdon                        | Jura-Nord vaudois           |
| Mauborget             | Mauborget             | 93                          | 5.51             | 17             | Grandson                       | Jura-Nord vaudois           |
| Mauraz                | Mauraz                | 55                          | 0.50             | 110            | Cossonay                       | Morges                      |
| Mézières              | Mézières              | 1067                        | 3.48             | 307            | Oron                           | Lavaux-Oron                 |
| Mex                   | Mex                   | 623                         | 2.83             | 220            | Cossonay                       | Gros-de-Vaud                |
| Mies                  | Mies                  | 1774                        | 3.45             | 514            | Nyon                           | Nyon                        |
| Missy                 | Missy                 | 315                         | 3.11             | 101            | Payerne                        | Broye-Vully                 |
| Moiry                 | Moiry                 | 261                         | 6.67             | 39             | Cossonay                       | Morges                      |
| Mollens               | Mollens               | 289                         | 11.00            | 26             | Aubonne                        | Morges                      |
| Molondin              | Molondin              | 204                         | 5.49             | 37             | Yverdon                        | Jura-Nord vaudois           |
| Monnaz                | Monnaz                | 389                         | 1.61             | 242            | Morges                         | Morges                      |
| Montagny-près-Yverdon | Montagny-près-Yverdon | 658                         | 3.52             | 187            | Yverdon                        | Jura-Nord vaudois           |
| Montaubion-Chardonney | Montaubion-Chardonney | 73                          | 2.11             | 35             | Moudon                         | Gros-de-Vaud                |
| Montcherand           | Montcherand           | 411                         | 3.06             | 134            | Orbe                           | Jura-Nord vaudois           |
| Montherod             | Montherod             | 521                         | 4.97             | 105            | Aubonne                        | Morges                      |
| Mont-la-Ville         | Mont-la-Ville         | 342                         | 19.75            | 17             | Cossonay                       | Morges                      |
| Montmagny             | Montmagny             | 179                         | 3.80             | 47             | Avenches                       | Broye-Vully                 |
| Montpreveyres         | Montpreveyres         | 521                         | 4.10             | 127            | Oron                           | Lavaux-Oron                 |
| Montreux              | Montreux              | 24'520                      | 33.37            | 735            | Vevey                          | Riviera-Pays-d'Enhaut       |
| Montricher            | Montricher            | 783                         | 25.98            | 30             | Cossonay                       | Morges                      |
| Mont-sur-Rolle        | Mont-sur-Rolle        | 2306                        | 3.85             | 599            | Rolle                          | Nyon                        |
| Morges                | Morges                | 14'615                      | 3.85             | 3796           | Morges                         | Morges                      |
| Morrens               | Morrens               | 977                         | 3.66             | 267            | Echallens                      | Gros-de-Vaud                |
| Moudon                | Moudon                | 4624                        | 15.69            | 295            | Moudon                         | Broye-Vully                 |
| Mur                   | Mur                   | 201                         | 1.78             | 113            | Avenches                       | Broye-Vully                 |
| Mutrux                | Mutrux                | 145                         | 3.21             | 45             | Grandson                       | Jura-Nord vaudois           |

## N
| Stema             | Numele comunei    | Locuitori 31 decembrie 2008 | Suprafața in km² | Locuitori/ km² | District (până la 31.12. 2007) | District (de la 01.01.2008) |
| ----------------- | ----------------- | --------------------------- | ---------------- | -------------- | ------------------------------ | --------------------------- |
|                   | Naz               | 142                         | 1.17             | 121            | Echallens                      | Gros-de-Vaud                |
| Neyruz-sur-Moudon | Neyruz-sur-Moudon | 134                         | 3.52             | 38             | Moudon                         | Gros-de-Vaud                |
| Novalles          | Novalles          | 97                          | 2.06             | 47             | Grandson                       | Jura-Nord vaudois           |
| Noville           | Noville           | 706                         | 10.35            | 68             | Aigle                          | Aigle                       |
| Nyon              | Nyon              | 18'269                      | 6.79             | 2691           | Nyon                           | Nyon                        |

## O
| Stema                 | Numele comunei        | Locuitori 31 decembrie 2008 | Suprafața in km² | Locuitori/ km² | District (până la 31.12. 2007) | District (de la 01.01.2008) |
| --------------------- | --------------------- | --------------------------- | ---------------- | -------------- | ------------------------------ | --------------------------- |
| Ogens                 | Ogens                 | 247                         | 3.41             | 72             | Moudon                         | Gros-de-Vaud                |
| Oleyres               | Oleyres               | 219                         | 1.92             | 114            | Avenches                       | Broye-Vully                 |
| Ollon                 | Ollon                 | 6910                        | 59.54            | 116            | Aigle                          | Aigle                       |
| Onnens                | Onnens                | 457                         | 5.11             | 89             | Grandson                       | Jura-Nord vaudois           |
| Oppens                | Oppens                | 166                         | 3.59             | 46             | Yverdon                        | Gros-de-Vaud                |
| Orbe                  | Orbe                  | 5822                        | 12.02            | 484            | Orbe                           | Jura-Nord vaudois           |
| Orges                 | Orges                 | 245                         | 4.02             | 61             | Yverdon                        | Jura-Nord vaudois           |
| Ormont-Dessous        | Ormont-Dessous        | 990                         | 64.07            | 15             | Aigle                          | Aigle                       |
| Ormont-Dessus         | Ormont-Dessus         | 1417                        | 61.65            | 23             | Aigle                          | Aigle                       |
| Orny                  | Orny                  | 372                         | 5.56             | 67             | Cossonay                       | Morges                      |
| Oron-la-Ville         | Oron-la-Ville         | 1370                        | 3.10             | 442            | Oron                           | Lavaux-Oron                 |
| Oron-le-Châtel        | Oron-le-Châtel        | 286                         | 1.26             | 227            | Oron                           | Lavaux-Oron                 |
| Orzens                | Orzens                | 205                         | 4.20             | 49             | Yverdon                        | Jura-Nord vaudois           |
| Oulens-sous-Echallens | Oulens-sous-Echallens | 454                         | 5.86             | 77             | Echallens                      | Gros-de-Vaud                |
| Oulens-sur-Lucens     | Oulens-sur-Lucens     | 51                          | 1.59             | 32             | Moudon                         | Broye-Vully                 |

## P
| Stema           | Numele comunei  | Locuitori 31 decembrie 2008 | Suprafața in km² | Locuitori/ km² | District (până la 31.12. 2007) | District (de la 01.01.2008) |
| --------------- | --------------- | --------------------------- | ---------------- | -------------- | ------------------------------ | --------------------------- |
| Pailly          | Pailly          | 439                         | 5.77             | 76             | Echallens                      | Gros-de-Vaud                |
| Palézieux       | Palézieux       | 1283                        | 5.78             | 222            | Oron                           | Lavaux-Oron                 |
| Pampigny        | Pampigny        | 994                         | 11.09            | 90             | Cossonay                       | Morges                      |
| Paudex          | Paudex          | 1375                        | 0.48             | 2865           | Lausanne                       | Lavaux-Oron                 |
| Payerne         | Payerne         | 8192                        | 24.19            | 339            | Payerne                        | Broye-Vully                 |
| Peney-le-Jorat  | Peney-le-Jorat  | 364                         | 4.46             | 82             | Oron                           | Gros-de-Vaud                |
| Penthalaz       | Penthalaz       | 2585                        | 3.87             | 668            | Cossonay                       | Gros-de-Vaud                |
| Penthaz         | Penthaz         | 1442                        | 3.83             | 377            | Cossonay                       | Gros-de-Vaud                |
| Penthéréaz      | Penthéréaz      | 362                         | 5.68             | 64             | Echallens                      | Gros-de-Vaud                |
| Perroy          | Perroy          | 1274                        | 2.90             | 439            | Rolle                          | Nyon                        |
| Peyres-Possens  | Peyres-Possens  | 155                         | 1.92             | 81             | Moudon                         | Gros-de-Vaud                |
| Pizy            | Pizy            | 75                          | 2.51             | 30             | Aubonne                        | Morges                      |
| Poliez-le-Grand | Poliez-le-Grand | 687                         | 5.07             | 136            | Echallens                      | Gros-de-Vaud                |
| Poliez-Pittet   | Poliez-Pittet   | 664                         | 5.01             | 133            | Echallens                      | Gros-de-Vaud                |
| Pompaples       | Pompaples       | 667                         | 4.45             | 150            | Cossonay                       | Morges                      |
| Pomy            | Pomy            | 617                         | 5.62             | 110            | Yverdon                        | Jura-Nord vaudois           |
| Prahins         | Prahins         | 128                         | 2.39             | 54             | Yverdon                        | Jura-Nord vaudois           |
| Prangins        | Prangins        | 3801                        | 6.03             | 630            | Nyon                           | Nyon                        |
| Premier         | Premier         | 187                         | 6.12             | 31             | Orbe                           | Jura-Nord vaudois           |
| Préverenges     | Préverenges     | 4746                        | 1.86             | 2552           | Morges                         | Morges                      |
| Prévonloup      | Prévonloup      | 140                         | 1.84             | 76             | Moudon                         | Broye-Vully                 |
| Prilly          | Prilly          | 11'058                      | 2.19             | 5049           | Lausanne                       | Ouest lausannois            |
| Provence        | Provence        | 369                         | 31.84            | 12             | Grandson                       | Jura-Nord vaudois           |
| Puidoux         | Puidoux         | 2502                        | 22.89            | 109            | Lavaux                         | Lavaux-Oron                 |
| Pully           | Pully           | 16'836                      | 5.85             | 2878           | Lausanne                       | Lavaux-Oron                 |

## R
| Stema                | Numele comunei       | Locuitori 31 decembrie 2008 | Suprafața in km² | Locuitori/ km² | District (până la 31.12. 2007) | District (de la 01.01.2008) |
| -------------------- | -------------------- | --------------------------- | ---------------- | -------------- | ------------------------------ | --------------------------- |
| Rances               | Rances               | 438                         | 9.83             | 45             | Orbe                           | Jura-Nord vaudois           |
| Renens               | Renens               | 18'982                      | 2.96             | 6413           | Lausanne                       | Ouest lausannois            |
| Rennaz               | Rennaz               | 610                         | 2.19             | 279            | Aigle                          | Aigle                       |
| Reverolle            | Reverolle            | 339                         | 1.18             | 287            | Morges                         | Morges                      |
| Riex                 | Riex                 | 282                         | 1.37             | 206            | Lavaux                         | Lavaux-Oron                 |
| Rivaz                | Rivaz                | 357                         | 0.31             | 1152           | Lavaux                         | Lavaux-Oron                 |
| Roche                | Roche                | 946                         | 6.44             | 147            | Aigle                          | Aigle                       |
| Rolle                | Rolle                | 5394                        | 2.74             | 1969           | Rolle                          | Nyon                        |
| Romainmôtier-Envy    | Romainmôtier-Envy    | 465                         | 6.97             | 67             | Orbe                           | Jura-Nord vaudois           |
| Romairon             | Romairon             | 41                          | 4.89             | 8              | Grandson                       | Jura-Nord vaudois           |
| Romanel-sur-Lausanne | Romanel-sur-Lausanne | 3240                        | 2.88             | 1125           | Lausanne                       | Lausanne                    |
| Romanel-sur-Morges   | Romanel-sur-Morges   | 469                         | 1.75             | 268            | Morges                         | Morges                      |
| Ropraz               | Ropraz               | 361                         | 4.83             | 75             | Oron                           | Broye-Vully                 |
| Rossenges            | Rossenges            | 56                          | 1.07             | 52             | Moudon                         | Broye-Vully                 |
| Rossinière           | Rossinière           | 507                         | 23.36            | 22             | Pays-d'Enhaut                  | Riviera-Pays-d'Enhaut       |
| Rougemont            | Rougemont            | 910                         | 48.53            | 19             | Pays-d'Enhaut                  | Riviera-Pays-d'Enhaut       |
| Rovray               | Rovray               | 134                         | 3.20             | 42             | Yverdon                        | Jura-Nord vaudois           |
| Rueyres              | Rueyres              | 238                         | 2.02             | 118            | Echallens                      | Gros-de-Vaud                |

## S
| Stema                     | Numele comunei            | Locuitori 31 decembrie 2008 | Suprafața in km² | Locuitori/ km² | District (până la 31.12. 2007) | District (de la 01.01.2008) |
| ------------------------- | ------------------------- | --------------------------- | ---------------- | -------------- | ------------------------------ | --------------------------- |
| Saint-Barthélemy          | Saint-Barthélemy          | 680                         | 4.12             | 165            | Echallens                      | Gros-de-Vaud                |
| Saint-Cergue              | Saint-Cergue              | 1925                        | 24.28            | 79             | Nyon                           | Nyon                        |
| Saint-Cierges             | Saint-Cierges             | 451                         | 6.44             | 70             | Moudon                         | Gros-de-Vaud                |
| Saint-George              | Saint-George              | 843                         | 12.32            | 68             | Aubonne                        | Nyon                        |
| Saint-Légier-La Chiésaz   | Saint-Légier-La Chiésaz   | 4754                        | 15.17            | 313            | Vevey                          | Riviera-Pays-d'Enhaut       |
| Saint-Livres              | Saint-Livres              | 580                         | 8.12             | 71             | Aubonne                        | Morges                      |
| Saint-Oyens               | Saint-Oyens               | 299                         | 3.05             | 98             | Aubonne                        | Morges                      |
| Saint-Prex                | Saint-Prex                | 5013                        | 5.52             | 908            | Morges                         | Morges                      |
| Saint-Saphorin (Lavaux)   | Saint-Saphorin (Lavaux)   | 366                         | 0.89             | 411            | Lavaux                         | Lavaux-Oron                 |
| Saint-Saphorin-sur-Morges | Saint-Saphorin-sur-Morges | 423                         | 3.79             | 112            | Morges                         | Morges                      |
| Saint-Sulpice             | Saint-Sulpice             | 2949                        | 1.86             | 1585           | Morges                         | Ouest lausannois            |
| Sainte-Croix              | Sainte-Croix              | 4400                        | 39.42            | 112            | Grandson                       | Jura-Nord vaudois           |
| Sarzens                   | Sarzens                   | 76                          | 1.44             | 53             | Moudon                         | Broye-Vully                 |
| Sassel                    | Sassel                    | 152                         | 3.26             | 47             | Payerne                        | Broye-Vully                 |
| Saubraz                   | Saubraz                   | 321                         | 3.70             | 87             | Aubonne                        | Morges                      |
| Savigny                   | Savigny                   | 3350                        | 16.02            | 209            | Lavaux                         | Lavaux-Oron                 |
| Seigneux                  | Seigneux                  | 287                         | 3.74             | 77             | Payerne                        | Broye-Vully                 |
| Senarclens                | Senarclens                | 362                         | 3.97             | 91             | Cossonay                       | Morges                      |
| Sergey                    | Sergey                    | 131                         | 1.46             | 90             | Orbe                           | Jura-Nord vaudois           |
| Servion                   | Servion                   | 1072                        | 4.21             | 255            | Oron                           | Lavaux-Oron                 |
| Sévery                    | Sévery                    | 215                         | 2.38             | 90             | Cossonay                       | Morges                      |
| Signy-Avenex              | Signy-Avenex              | 436                         | 1.93             | 226            | Nyon                           | Nyon                        |
| Sottens                   | Sottens                   | 230                         | 4.53             | 51             | Moudon                         | Gros-de-Vaud                |
| Suchy                     | Suchy                     | 401                         | 6.66             | 60             | Yverdon                        | Jura-Nord vaudois           |
| Sugnens                   | Sugnens                   | 296                         | 2.69             | 110            | Echallens                      | Gros-de-Vaud                |
| Sullens                   | Sullens                   | 842                         | 3.92             | 215            | Cossonay                       | Gros-de-Vaud                |
| Suscévaz                  | Suscévaz                  | 172                         | 4.15             | 41             | Yverdon                        | Jura-Nord vaudois           |
| Syens                     | Syens                     | 127                         | 2.52             | 50             | Moudon                         | Broye-Vully                 |

## T
| Stema                 | Numele comunei        | Locuitori 31 decembrie 2008 | Suprafața in km² | Locuitori/ km² | District (până la 31.12. 2007) | District (de la 01.01.2008) |
| --------------------- | --------------------- | --------------------------- | ---------------- | -------------- | ------------------------------ | --------------------------- |
| Tannay                | Tannay                | 1540                        | 1.82             | 846            | Nyon                           | Nyon                        |
| Tartegnin             | Tartegnin             | 210                         | 1.09             | 193            | Rolle                          | Nyon                        |
| Thierrens             | Thierrens             | 643                         | 8.72             | 74             | Moudon                         | Gros-de-Vaud                |
| Tolochenaz            | Tolochenaz            | 1707                        | 1.59             | 1074           | Morges                         | Morges                      |
| Trélex                | Trélex                | 1367                        | 5.78             | 237            | Nyon                           | Nyon                        |
| Trey                  | Trey                  | 247                         | 3.81             | 65             | Payerne                        | Broye-Vully                 |
| Treycovagnes          | Treycovagnes          | 483                         | 2.08             | 232            | Yverdon                        | Jura-Nord vaudois           |
| Treytorrens (Payerne) | Treytorrens (Payerne) | 114                         | 3.07             | 37             | Payerne                        | Broye-Vully                 |

## U
| Stema  | Numele comunei | Locuitori 31 decembrie 2008 | Suprafața in km² | Locuitori/ km² | District (până la 31.12. 2007) | District (de la 01.01.2008) |
| ------ | -------------- | --------------------------- | ---------------- | -------------- | ------------------------------ | --------------------------- |
| Ursins | Ursins         | 197                         | 3.35             | 59             | Yverdon                        | Jura-Nord vaudois           |

## V
| Stema                  | Numele comunei         | Locuitori 31 decembrie 2008 | Suprafața in km² | Locuitori/ km² | District (până la 31.12. 2007) | District (de la 01.01.2008) |
| ---------------------- | ---------------------- | --------------------------- | ---------------- | -------------- | ------------------------------ | --------------------------- |
| Valeyres-sous-Montagny | Valeyres-sous-Montagny | 642                         | 2.28             | 282            | Yverdon                        | Jura-Nord vaudois           |
| Valeyres-sous-Rances   | Valeyres-sous-Rances   | 487                         | 6.37             | 76             | Orbe                           | Jura-Nord vaudois           |
| Valeyres-sous-Ursins   | Valeyres-sous-Ursins   | 228                         | 2.88             | 79             | Yverdon                        | Jura-Nord vaudois           |
| Vallamand              | Vallamand              | 395                         | 2.34             | 169            | Avenches                       | Broye-Vully                 |
| Vallorbe               | Vallorbe               | 3279                        | 23.19            | 141            | Orbe                           | Jura-Nord vaudois           |
| Vaugondry              | Vaugondry              | 39                          | 0.84             | 46             | Grandson                       | Jura-Nord vaudois           |
| Vaulion                | Vaulion                | 459                         | 13.17            | 35             | Orbe                           | Jura-Nord vaudois           |
| Vaux-sur-Morges        | Vaux-sur-Morges        | 173                         | 2.10             | 82             | Morges                         | Morges                      |
| Vevey                  | Vevey                  | 17'676                      | 2.38             | 7427           | Vevey                          | Riviera-Pays-d'Enhaut       |
| Veytaux                | Veytaux                | 797                         | 6.76             | 118            | Vevey                          | Riviera-Pays-d'Enhaut       |
| Vich                   | Vich                   | 735                         | 1.56             | 471            | Nyon                           | Nyon                        |
| Villars-Bramard        | Villars-Bramard        | 121                         | 3.16             | 38             | Payerne                        | Broye-Vully                 |
| Villars-Burquin        | Villars-Burquin        | 561                         | 4.82             | 116            | Grandson                       | Jura-Nord vaudois           |
| Villars-Epeney         | Villars-Epeney         | 84                          | 0.86             | 98             | Yverdon                        | Jura-Nord vaudois           |
| Villars-le-Comte       | Villars-le-Comte       | 149                         | 4.19             | 36             | Moudon                         | Broye-Vully                 |
| Villars-le-Grand       | Villars-le-Grand       | 277                         | 4.20             | 66             | Avenches                       | Broye-Vully                 |
| Villars-le-Terroir     | Villars-le-Terroir     | 724                         | 7.09             | 102            | Echallens                      | Gros-de-Vaud                |
| Villars-Mendraz        | Villars-Mendraz        | 190                         | 1.56             | 122            | Moudon                         | Gros-de-Vaud                |
| Villars-Sainte-Croix   | Villars-Sainte-Croix   | 658                         | 1.65             | 399            | Morges                         | Ouest lausannois            |
| Villars-sous-Champvent | Villars-sous-Champvent | 50                          | 0.91             | 55             | Yverdon                        | Jura-Nord vaudois           |
| Villars-sous-Yens      | Villars-sous-Yens      | 550                         | 3.04             | 181            | Morges                         | Morges                      |
| Villars-Tiercelin      | Villars-Tiercelin      | 389                         | 4.99             | 78             | Echallens                      | Gros-de-Vaud                |
| Villarzel              | Villarzel              | 375                         | 7.66             | 49             | Payerne                        | Broye-Vully                 |
| Villeneuve             | Villeneuve             | 4580                        | 32.04            | 143            | Aigle                          | Aigle                       |
| Villette (Lavaux)      | Villette (Lavaux)      | 601                         | 1.37             | 439            | Lavaux                         | Lavaux-Oron                 |
| Vinzel                 | Vinzel                 | 324                         | 1.09             | 297            | Rolle                          | Nyon                        |
| Vuarrens               | Vuarrens               | 707                         | 8.96             | 79             | Echallens                      | Gros-de-Vaud                |
| Vucherens              | Vucherens              | 516                         | 3.27             | 158            | Moudon                         | Broye-Vully                 |
| Vufflens-la-Ville      | Vufflens-la-Ville      | 1142                        | 5.38             | 212            | Cossonay                       | Gros-de-Vaud                |
| Vufflens-le-Château    | Vufflens-le-Château    | 748                         | 2.14             | 350            | Morges                         | Morges                      |
| Vugelles-La Mothe      | Vugelles-La Mothe      | 119                         | 3.07             | 39             | Yverdon                        | Jura-Nord vaudois           |
| Vuibroye               | Vuibroye               | 127                         | 1.40             | 91             | Oron                           | Lavaux-Oron                 |
| Vuiteboeuf             | Vuiteboeuf             | 482                         | 5.06             | 95             | Orbe                           | Jura-Nord vaudois           |
| Vulliens               | Vulliens               | 433                         | 6.63             | 65             | Oron                           | Broye-Vully                 |
| Vullierens             | Vullierens             | 409                         | 6.84             | 60             | Morges                         | Morges                      |

## Y
| Stema             | Numele comunei    | Locuitori 31 decembrie 2008 | Suprafața in km² | Locuitori/ km² | District (până la 31.12. 2007) | District (de la 01.01.2008) |
| ----------------- | ----------------- | --------------------------- | ---------------- | -------------- | ------------------------------ | --------------------------- |
| Yens              | Yens              | 1034                        | 9.51             | 109            | Morges                         | Morges                      |
| Yverdon-les-Bains | Yverdon-les-Bains | 25'815                      | 11.28            | 2289           | Yverdon                        | Jura-Nord vaudois           |
| Yvonand           | Yvonand           | 2453                        | 13.39            | 183            | Yverdon                        | Jura-Nord vaudois           |
| Yvorne            | Yvorne            | 945                         | 12.20            | 77             | Aigle                          | Aigle                       |